# Pulau Uran
Uran (indonesisch Pulau Uran) ist eine der indonesischen Watubela-Inseln, die zu den Molukken gehören.

## Geographie
Uran liegt südöstlich der Insel Teor. Die unbewohnte Insel gehört administrativ zum Desa Teor.
Als Teil des Subdistrikts (Kecamatan) Wakate gehört Baam zum Regierungsbezirk (Kabupaten) Ostseram (Seram Bagian Timur) der Provinz Maluku.